# 백성녀와 흑목사
《백성녀와 흑목사》(일본어: 白聖女と黒牧師 시로세이조토 구로보쿠시[*])는 카즈타케 하자노의 일본의 만화다. 전자 잡지 《소년 매거진 R》(코단샤)에서 2017년 3호부터 2023년 2호까지 연재되었다. 이 잡지의 휴간 후에는, '월마가기지'에 이적하는 것이 발표되었다. 가상의 판타지 세계를 무대로 성녀 세실리아와 목사 로렌스의 무자각한 러브 코미디를 그린다. 2022년 12월 시점에서 누계 70쇄를 돌파했다.
미디어 믹스로서 보이스 코믹이 유튜브에서 공개되었고, TV 애니메이션 《허구추리》의 방송 범위에서 같은 성우진에 의한 PV가 CM으로 사용되었다. 2023년 7월부터 9월까지 TV 애니메이션이 방송되었다.

## 줄거리
다른 세계의 한 교회. 그곳에는 사람들 앞에서는 단정하고 귀엽지만 목사님과 단둘이 있으면 투성이인 성녀 님과 성실하고 성녀 님에게는 과보호하고 요리를 잘하는 목사님이 살고 있었다. 평온한 나날 속에서 은밀하게 사랑하는 성녀님과 둔감한 목사님이 펼치는 '무자각 사랑꾼'.

## 등장인물
성우는 별도 표기가 없는 한 TV 애니메이션판의 성우.

### 주요 인물
세실리아(Cecilia)
성우 - 사와다 히메 / 코우노 마리카 (보이스 코믹)
본작의 주인공. 로렌스가 사는 거리에 훌쩍 찾아온 온 성녀. 로렌스와 같은 교회에 동거하고 있으며, 교회에 방문한 사람들을 인도한다. 마을 사람들과 아이들에게서도 존경받는 성녀이지만, 로렌스 앞에서만 마음이 풀린다. 생활 능력 전무. 그러나 양념의 감각은 좋다.
로렌스를 좋아하지만, 본인은 눈치채지 못한다. 그 호의는 갑자기 온 아벨이 단시간에 알아차릴 정도. 로렌스가 만든 과자가 인생의 즐거움이다. 로렌스가 있는 체질을 걱정하고 있지만, 그 걱정이 지나쳐 로렌스에게 폐를 끼치는 경우도 있다.
로렌스(Lawrence)
성우 - 이시카와 카이토 / 시마자키 노부나가 (보이스 코믹)
시골 교회를 운영하는 목사. 신학교를 졸업하여 목사가 되었다. 성실하고 정중하지만 자신에게의 호의에는 엄청나게 둔감하다. 가끔 천연. 평상시의 1인칭은 '와타시'(私)이지만, 아벨의 앞이라면 '오레'(俺)가 된다. 세실리아에게 '로렌'이라고 불린다.
갑자기 찾아온 성녀인 세실리아를 존경하고 소중히 여기고 있지만, 그녀의 호의에는 둔하다. 거리 사람들은 그녀와의 관계를 흐뭇하게 지켜지고 있다. 동물을 좋아하지만 어떤 체질의 영향으로 동물이 다가오지 않고 고양이의 사진집을 바라 보는 날들을 보낸다. 취미는 세실리아의 보살핌과 일, 요리. 조형의 센스는 독특하다.
아벨(Abel)
성우 - 이시야 하루키
로렌스의 신학교 시절부터 알고 지낸 친구. 서쪽의 거리 교회에서 목사를 하고 있었지만, '인간 관계에 지쳐 버려서…'라며 로렌스의 교회에 들어온다. 세실리아와 마찬가지로 생활 능력이 전무해 일을 도와주며 교회에 살고 로렌스의 신세를 지고 있다. 신학교 시절의 로렌스를 잘 알고 있고, 그것을 모르는 세실리아는 질투하고 있다. 두 사람의 관계를 놀리며 언제나 지켜보고 있다. 로렌스의 체질에 대해 아는 사람 중 한 명.
헤이제릿타 올드릿지(Hazelitta Aldridge)
성우 - 나카무라 칸나
가정 교사인 아벨을 되찾으러 로렌스의 교회에 온 서쪽 마을에 사는 명가의 소녀. 아벨에게 '아가씨'라고 불리고 있다. 동년 정도의 아이와 사적으로 이야기한 적이 별로 없고, 세실리아에 대해서 처음에는 어색했지만 지금은 좋은 친구다.
과거의 사건으로부터 '성녀'라는 존재에는 행복해지고 싶으면 해서 성녀를 이용하려는 인간을 용서하지 않는다. 처음에는 로렌스도 의심했지만 곧 오해는 풀리고 그와 세실리아의 답답한 거리감을 걱정하고 골머리를 앓는 나날을 보내고 있다.

### 마을 사람들
멜(Mell)
성우 - 토마츠 하루카
마을에서 점쟁이를 운영하는 여성. 옛날부터 이 도시에 살고 있어 로렌스에게 조언을 하기도 한다. 별로 점을 보러 오는 사람이 없는지 선전에 여념이 없다. 하지만 그 점은 잘 맞는다.
에릭(Eric)
소리- 코이치 마코토
로렌스가 잠시 동안 가르친, 레베카의 아들. 사람과 만나는 것이 익숙하지 않아 말을 잘 못하지만 근본은 상냥한 아이. 어머니의 일을 도와 어른스러운 분위기를 감싸지만, 로렌스 앞에서는 나이에 맞는 반응을 보인다.
레베카(Rebecca)
성우 - 나카하라 마이
도시에서 옷가게를 운영하는 여성. 방문한 세실리아에게 어울리는 옷을 손님과 함께 선택하기도 한다.
오즈웰(Oz well)
로렌스의 할아버지. 목사로 로렌스에게 성녀를 어떻게 소중히 여기는지를 가르쳤다. 지금은 사망했다.

### 서쪽 마을 사람들
기젤베르트 올드릿지(Giselbert Oldridge)
성우 - 마에노 토모아키
호화로운 저택에 사는 아벨의 진짜 고용주이자 헤이제릿타의 형. 여동생을 아끼는 시스콘. 어떤 과거의 사건을 회개하고 로렌스에게 조언을 한다.
프레데리카(Frederica)
성우 - 우에다 레이나
서쪽 마을에 영향력이 있는 자산가가 데려온 성녀. 병에 누운 사람이나 부상자가 말하면 마음이 편안하다는 평판으로 '자애의 성녀'라고 불렸다. 올드리지 형제의 과거와 깊이 관여하고 있다.

## 서지 정보
- 카즈타케 하자노 《백성녀와 흑목사》 코단샤 〈코단샤 코믹스〉
  1. 2017년 12월 15일 발매[15][16], ISBN 978-4-06-510598-6
  2. 2018년 6월 15일 발매[17], ISBN 978-4-06-511598-5
  3. 2018년 12월 17일 발매[18][19], ISBN 978-4-06-513827-4
  4. 2019년 6월 17일 발매[20], ISBN 978-4-06-515948-4
  5. 2019년 12월 17일 발매[21], ISBN 978-4-06-518029-7
  6. 2020년 6월 17일 발매[22], ISBN 978-4-06-519980-0
  7. 2020년 12월 17일 발매[23], ISBN 978-4-06-521785-6
  8. 2021년 6월 17일 발매[24], ISBN 978-4-06-523226-2
    - 미니 컬러 화집 특장판 같은 날 발매[25], ISBN 978-4-06-522624-7

  9. 2021년 12월 16일 발매[26], ISBN 978-4-06-525795-1
    - 새로 그린 날 넘기기 캘린더 첨부 한정판 같은 날 발매[27], ISBN 978-4-06-526667-0

  10. 2022년 6월 16일 발매[28], ISBN 978-4-06-527773-7
  11. 2022년 12월 15일 발매[29], ISBN 978-4-06-529747-6
  12. 2023년 5월 17일 발매[30], ISBN 978-4-06-531391-6

## TV 애니메이션
2023년 7월부터 9월까지 방송되었다.
세실리아 역의 사와다는 본작이 첫 주역 및 첫 레귤러가 되었다.

### 스태프
- 원작 - 카즈타케 하자노(和武はざの)[9]
- 감독 - 노로 스미에(野呂純恵)[9]
- 시리즈 구성 - 야마다 유카(山田由香)[9]
- 캐릭터 디자인 - 나카가와 히로미(中川洋未)[9]
- 서브 캐릭터 디자인 - 키쿠치 아이(菊池愛)
- 총작화 감독 - 나카가와 히로미(中川洋未), 키쿠치 아이(菊池愛), 무토 미키(武藤 幹), 쿠마가이 카츠히로(熊谷勝弘)
- 메인 애니메이터 - 이타쿠라 켄(板倉 健), 나가오 케이고(長尾圭悟)
- 프롭 디자인 - 마츠모토 메구미(松本 恵)
- 미술 감독 - 나카무라 치에코(中村千恵子)[9]
- 색채 설계 - 마카베 겐타(真壁源太)[9]
- 촬영 감독 - 스기우라 세이이치(杉浦誠一)[9]
- 편집 - 타케미야 무츠미(武宮むつみ)[9]
- 음향 감독 - 츠치야 마사노리(土屋雅紀)[9]
- 음향 효과 - 시라이시 유이카(白石唯果)
- 음악 - 카와다 루카(川田瑠夏)[9]
- 음악 제작 - 애니플렉스
- 음악 프로듀서 - 야마노우치 마사하루(山内真治)
- 치프 프로듀서 - 타카미 요헤이(高見洋平), 미야케 마사노리(三宅将典), 스에히라 아사(末平アサ), 카마타 하지메(鎌田 肇)
- 프로듀서 - 시오타니 요시유키(塩谷佳之), 아다치 카즈키(足立和紀), 타카하시 카야코(髙橋佳那子)
- 제작 프로듀서 - 코바야시 료(小林涼)
- 애니메이션 제작 - 동화공방[9]
- 제작 - 백성녀와 흑목사 제작위원회[9](코단샤, 애니플렉스, 크런치롤, 동화공방)

### 주제가
사랑의 세계(コイセカイ)
ClariS에 의한 오프닝 테마. 작사·작곡·편곡은 아사미 타케오.
tóco siesta(トコシエスタ)
사사노말리에 의한 엔딩 테마. 작사·작곡은 사사노말리.

### 방영 목록
| 화수   | 제목                                        | 각본            | 그림 콘티                         | 연출                                        | 작화 감독 | 총작화 감독 | 방송일          |
| ------ | ------------------------------------------- | --------------- | --------------------------------- | ------------------------------------------- | --- | --- | --------------- |
| 제1화  | ふたりの関係 두 사람의 관계                 | 야마다 유카     | 노로 스미에                       | 노로 스미에                                 | 이타쿠라 켄 歩宇 나가오 케이고 | 나카가와 히로미                                                                                                   | 2023년 7월 13일 |
| 제2화  | ふたりの守るもの 두 사람이 지키는 것        | 야마다 유카     | 요시카와 히로아키 타케우치 타카시 | 요시카와 히로아키 타케우치 타카시           | 야마모토 에츠코 오구라 히로유키 키타가와 토모코 쿠보 마리코 나카가와 히로미 | 키쿠치 아이 | 7월 20일        |
| 제3화  | ローレンスの気がかり 로렌스의 근심          | 츠치야 미치히로 | 카미츠보 료키                     | 카미츠보 료키                               | 이타쿠라 켄 나가오 케이고 歩宇 쿠마가이 카츠히로 | 무토 미키 | 7월 27일        |
| 제4화  | 聖女と呼ばれるもの 성녀라 불리는 존재       | 야마다 유카     | 하라구치 히로시                   | 하라구치 히로시                             | 歩宇 키타가와 토모코 김혜수 쿠마가이 카츠히로 야마모토 에츠코 | 나카가와 히로미                                                                                                   | 8월 3일         |
| 제5화  | はじめての出張 첫 출장                      | 츠치야 미치히로 | 이토 료타                         | 모리타 게이세이 노로 스미에                 | 요시카와 마호 나가오 케이고 야마모토 에츠코 歩宇 키타가와 토모코 | 쿠마가이 카츠히로                                                                                                 | 8월 10일        |
| 제6화  | アベルとヘーゼリッタ 아벨과 헤이제릿타      | 야마다 유카     | 우치노미야 코키                   | 우치노미야 코키                             | 이타쿠라 켄 야마모토 에츠코 요시카와 마호 歩宇 김혜수 나카모토 나오 | 키쿠치 아이 | 8월 17일        |
| 제7화  | セシリアのなやみごと 세실리아의 고민        | 츠치야 미치히로 | 카미츠보 료키                     | 카미츠보 료키                               | 키타가와 토모코 히라츠카 토모야 나가오 케이고 이타쿠라 켄 타테구치 노리타카 歩宇 김혜수 나카가와 히로미 | 쿠마가이 카츠히로 이타쿠라 켄                                                                                     | 8월 24일        |
| 제8화  | フレデリカの遺したもの 프레데리카가 남긴 것 | 야마다 유카     | 하라구치 히로시                   | 하라구치 히로시 김성민                      | 키쿠치 아이 타테구치 노리타카 김혜수 히라츠카 토모야 야마모토 에츠코 나카가와 히로미 소가 아츠시 모토야 아이 우노 토모코 스즈키 미사 나가오 케이고 사토 슈타                                                                   | 나카가와 히로미 키쿠치 아이 사코 유리카                                                                           | 8월 31일        |
| 제9화  | 聖女の加護 성녀의 가호                      | 츠치야 미치히로 | 하시모토 히로유키                 | 하시모토 히로유키                           | 시부야 켄타로 키타가와 토모코 모토야 아이 난베 히로미 카토 나미 오구라 히로유키 歩宇 우노 토모코 | 쿠마가이 카츠히로 이타쿠라 켄 이토 마사코                                                                         | 9월 7일         |
| 제10화 | ふたりの気持ち 두 사람의 마음               | 츠치야 미치히로 | 요시카와 히로아키                 | 타케우치 타카시                             | 무로가 아야카 스즈키 미사 오구라 히로유키 야마모토 에츠코 소가 아츠시 나카모토 나오 나가오 케이고 히라츠카 토모야 사토 슈타 아카리                                                                                             | 오사메 타케시 요코야마 호노카 사코 유리카 이나데 하루카 무로가 아야카 나카가와 히로미                             | 9월 14일        |
| 제11화 | ふたりの出会い 두 사람의 만남               | 츠치야 미치히로 | 노로 스미에                       | 노로 스미에                                 | 야마노 마사아키 이타쿠라 켄 타테구치 노리타카 모토야 아이 난베 히로미 히라츠카 토모야 키쿠치 아이 김혜수 나가오 케이고 키타가와 토모코 요피 오사시미마루 분야마                                                                | 키쿠치 아이 사코 유리카 나카가와 히로미 카츠마타 마사토 마지로                                                    | 9월 21일        |
| 제12화 | ふたりのかたち 두사람의 형태                | 야마다 유카     | 사토 마사코                       | 노로 스미에 우치노미야 코키 하라구치 히로시 | 스즈키 미사 키타가와 토모코 소가 아츠시 歩宇 무로가 아야카 히라츠카 토모야 오구라 히로유키 김혜수 사토 슈타 쿠마가이 카츠히로 타테구치 노리타카 나가오 케이고 난베 히로미 모토야 아이 요피 오사시미마루 분야마 나카가와 히로미 | 나카가와 히로미 쿠마가이 카츠히로 요코야마 호노카 사코 유리카 이타쿠라 켄 이나데 하루카 무로가 아야카 키쿠치 아이 | 9월 28일        |

### BD / DVD
| 권 | 발매일           | 수록화         | 규격 품번    | 규격 품번    |
| 권 | 발매일           | 수록화         | BD 한정판    | DVD 한정판   |
| -- | ---------------- | -------------- | ------------ | ------------ |
| 1  | 2023년 9월 6일   | 제1화 - 제4화  | ANZX-16181   | ANZB-16181   |
| 2  | 2023년 11월 1일  | 제5화 - 제8화  | ANZX-16182/3 | ANZB-16182/3 |
| 3  | 2023년 12월 27일 | 제9화 - 제12화 | ANZX-16184/5 | ANZB-16184/5 |

## 참고문헌
- 和武はざの (2017). 《白聖女と黒牧師 1》. 講談社. ISBN 978-4-06-510598-6.
- 和武はざの (2018). 《白聖女と黒牧師 2》. 講談社. ISBN 978-4-06-511598-5.
- 和武はざの (2018). 《白聖女と黒牧師 3》. 講談社. ISBN 978-4-06-513827-4.